# 小行星1427
小行星1427（1427 Ruvuma）是一颗围绕太阳公转的小行星。1937年5月16日，西里爾·傑克遜在约翰内斯堡发现了此天体。
該小行星以東非的魯伍馬河命名。
这颗小行星的绝对星等为242.0905872394817等。